# 大鼻無鰾石首魚
大鼻無鰾石首魚為輻鰭魚綱鱸形目鱸亞目石首魚科的其中一種，分布東太平洋區，從加利福尼亞灣至秘魯海域，體長可達50公分，棲息在沿海沙泥底質海域、河口，屬肉食性，以多毛類、甲殼類、軟體動物等為食，可做為食用魚。